# Muhammet Demir (zapaśnik)
Muhammet Demir (ur. 26 czerwca 1988) – turecki zapaśnik walczący w stylu wolnym. Zajął dziewiąte miejsce na mistrzostwach Europy w 2009. Szósty w Pucharze Świata w 2010. Trzeci na MŚ juniorów w 2008. Drugi na ME kadetów w 2004 i trzeci w 2007 roku.